# Северна Осетија — Аланија
Северна Осетија (осет. Цæгат Ирыстон, рус. Северная Осетия) или Аланија (рус. Алания), званично Република Северна Осетија — Аланија (рус. Респу́блика Се́верная Осе́тия — Ала́ния), је конститутивни субјект Руске Федерације са статусом аутономне републике на простору северног Кавказа.
Главни град републике је град Владикавказ.
Република има површину 7.953 km² и налази се на северном Кавказу. У републици је 2002. године живело око 710.000 становника.

## Етимологија
Република је добила име по титуларном народу Осетима који су најбројнији народ у овој републици (са око 65%). Осетини су народ иранског порекла, традиционално православне или паганистичке вероисповести.
Ово име Осетија, Руси су усвојили од грузијског назива Оси (или Осеби), а који су Грузини користили за иранске народе на Кавказу. Претпоставља се да и старо име за исти народ Алани има исто значење.
Почетком конфликта између Грузије и Јужне Осетије, у Северној Осетији је изражена потреба додавања старог имена ове земље, па је 1994. уз постојеће име републике, уврштена и реч - Аланија.

## Географија
Северна Осетија — Аланија је планинска област лоцирана северно од Великог Кавказа. Граничи се са федералним субјектима Руске Федерације Кабардино-Балкаријом (на западу), Ставропољским крајем (на северу), као и Ингушетијом и Чеченијом (на истоку). На југу је Северна Осетија-Аланија ограничена главним гребеном Кавказа, док се на другој страни планине налази Јужна Осетија, фактички независна држава отцепљена од Грузије, са ограниченим међународним признањем, коју такође насељава осетско становништво.

## Историја
Данашњи Осети потичу од древних скитско-сарматских племена, која спадају у групу источноиранских народа и првобитна домовина им је била средња Азија. Преци данашњих Осета били су познати као Алани и на подручје данашње Северне Осетије — Аланије су се населили у 7. веку, где су у 9. веку основали средњовековну Краљевину Аланију. У Аланији се као религија раширило православно хришћанство, под утицајем мисионара из Византије.
У 13. веку Аланију су опустошили Монголи и Татари.  Алани су се из својих утврђених и скривених упоришта срчано бранили од њихових напада. Отпор је потрајао неколико десетлећа и Алани су били коначно покорени тек 1277/8. године, када је Менгке-Темур заузео њихову главну тврђаву Дедјаков (вероватно Вјерхњи Џулат у данашњој Северној Осетији). Од 17. века се на ово подручје шири ислам, који прихвата мањи део осетског становништва. Напади Кримског каната и Османског царства натерали су Осете у савез са Русима, у 18. веку. Територија данашње Северне Осетије — Аланије у саставу је Руског царства од 1774. године, што је чини једним од првих руских поседа на Кавказу. Данашњи главни град републике, Владикавказ, био је прво руско војно утврђење у региону.
1921. године, подручје данашње Северне Осетије — Аланије постаје део Планинске аутономне совјетске социјалистичке републике, чији је главни град био Владикавказ, а у оквиру републике је постојао Осетински округ. Северноосетинска аутономна област формирана је 1924. године, а статус региона је 1936. године уздигнут на ниво аутономне совјетске социјалистичке републике, у саставу Руске СССР и Совјетског Савеза.
1991. године, Северна Осетија мења име у Северна Осетија — Аланија. Због конфликта између Јужне Осетије и Грузије, који траје од 1990. године, у Северну Осетију — Аланију се населило око 70.000 избеглица из Јужне Осетије.
Конфликт у суседној Чеченији утицао је и на Северну Осетију, која је била поприште етничких тензија и сукоба између Осета са једне и Чечена и Ингуша са друге стране. Талас терора је достигао врхунац током талачке кризе од 1. до 3. септембра 2004. године, када је у опсади једне основне школе у Беслану, коју су извршили чеченски терористи, страдало 335 цивила, и то највећим делом деца (види: Талачка криза у Беслану).

## Становништво
| 1989.   | 2002.   | 2010.   |
| ------- | ------- | ------- |
| 634,009 | 710,275 | 712,980 |

### Етнички састав

#### Попис из 1989. године
- Осети = 334.876 (53,0%)
- Руси = 189.159 (29,9%)
- Ингуши = 32.783 (5,2%)
- Јермени = 13.619 (2,2%)
- Украјинци = 10.088 (1,6%)

#### Попис из 2002. године
По последњем попису становништва из 2002. године, у Северној Осетији — Аланији живело је укупно 710.275 становника, од чега:
- 445.310 (62,70%) Осета
- 164.734 (23,19%) Руса
- 21.442 (3,02%) Ингуша
- 17.147 (2,41%) Јермена
- 12.659 (1,78%) Кумика
- 10.803 (1,52%) Грузина

### Језик
Званични језици су осетински и руски. Осетински језик припада групи иранских језика.

### Религија
Главна религија у републици је православље (Руска православна црква), а у значајној мери је заступљен и ислам.

### Градови
Скоро половина становништва живи у главном граду Владикавказу. Остали већи градови су Моздок, Беслан и Алагир. У Северној Осетији — Аланији постоји укупно 6 градова и једно насеље градског типа.
Број становника градова и већих насеља
| Град/насеље   | Руско име | Осетинско име | Становништво (1. јануар 2009) | Етничка већина (2002) |
| ------------- | --------- | ------------- | ----------------------------- | --------------------- |
| Владикавказ * |           |               | 312.427                       | Осети (59,51%)        |
| Моздок *      |           |               | 40.383                        | Руси (62,73%)         |
| Беслан *      |           |               | 36.183                        | Осети (81,77%)        |
| Алагир *      |           |               | 19.528                        | Осети (91,07%)        |
| Ардон *       |           |               | 16.961                        | Осети (76,13%)        |
| Заводској     |           | -             | 15.421                        | -                     |
| Дигора *      |           |               | 10.694                        | Осети (95,81%)        |

Напомена: градови су у табели означени звездицом.

## Привреда
Највећи део индустрије концентрисан је у престоници Владикавказу. Речни токови се делом користе за производњу електричне енергије, а Северна Осетија је позната и по производњи минералне воде. За пољопривреду се користе плодно земљиште на северу и алпске долине на југу. У планинама постоје бројни заштићени паркови природе.